# 環状グアノシン一リン酸
環状グアノシン一リン酸（Cyclic guanosine monophosphate、cGMP）は、グアノシン三リン酸（GTP）から誘導される環状ヌクレオチドである。cGMPは環状アデノシン一リン酸と同様にセカンドメッセンジャーとして利用される。ペプチドホルモンが細胞膜に結合するとプロテインキナーゼを活性化させる作用がよく知られている。

## 合成
cGMPの合成は、グアニル酸シクラーゼ（GC）の触媒によってGTPより合成される。膜結合性のGCは心房性ナトリウム利尿ペプチドなどのペプチドホルモンにより、可溶性のGCは一酸化窒素により活性化される。

## 作用
cGMPは、イオンチャネルの伝導性、グリコーゲン分解、細胞のアポトーシスなどを調整している。また平滑筋の弛緩にも関わっている。血管では、血管の平滑筋が弛緩すると血流が増える。
cGMPは、目の光情報伝達においてセカンドメッセンジャーの役割を果たしている。哺乳類の目の光受容体では、光がホスホジエステラーゼを活性化させ、それによりcGMPが分解される。光受容体のナトリウムチャネルはcGMPで開くため、cGMPが分解されると閉じたままになり、光受容体の原形質膜が過分極の状態となって視覚情報が脳に送られる。

## 分解
環状ヌクレオチドホスホジエステラーゼの働きにより、cGMPは加水分解されて5'-GMPとなる。
ホスホジエステラーゼ阻害薬はcGMPの分解を阻害し、その作用を促進する。例えばクエン酸シルデナフィルは海綿体の血管の弛緩を促進し、勃起不全の治療として使われる。しかし、副作用として視覚に関わるホスホジエステラーゼも若干阻害され、青色が見え難くなる。

## プロテインキナーゼの活性化
cGMPはいくつかのプロテインキナーゼの調整にも関わっている。例えば、プロテインキナーゼG（PKG）は二量体となっている。一つが触媒、もう一つが調整を担っていて、調整ユニットが触媒ユニットの活性部位をブロックしている。
cGMPはPKGの調整ユニットに結合して触媒ユニットを活性化させ、基質をリン酸化できるようにする。PKAなど他のプロテインキナーゼの活性化と異なって、PKGでは触媒ユニットと調整ユニットは解離しない。